# سيفير خليلوفيتش
سفير خليلوفيتش (بالبوسنوية: Sefer Halilović)‏ (مواليد 6 يناير 1952) هُو جنرال سابق وضابط قائد في الجيش البوسني خلال حرب البوسنة والهرسك في الفترة 1992-1995. في عام 2001، أدانته المحكمة الجنائية الدولية ليوغوسلافيا السابقة بارتكاب جرائم حرب، وبرئته من جميع التهم في عام 2005.

## اتهامُه بجرائم حرب
قبل اتهامه، كان خليلوفيتش وزيرًا في حُكومة اتحاد البوسنة والهرسك وزعيما لحزبه السياسي المُسمى الحزب الوطني البوسني، وعُرف عنه انتقادُه الصريح للرئيس البوسني علي عزت بيغوفيتش. اتهمته المحكمة الجنائية الدولية ليوغوسلافيا السابقة في 30 يوليو 2001، وسلم نفسه طواعية في 25 سبتمبر 2001، وتمسك ببرائته من التهم الموجهة إليه. كان خليلوفيتش في حالة إطلاق سراح مُؤقت من 13 ديسمبر 2001 حتى بداية المُحاكمة ومن 5 سبتمبر 2005 حتى 14 نوفمبر 2005.

### الاتهام
وجهت إلى خليلوفيتش اتهامات على أساس المسؤولية الجنائية العليا (المادة 7 (3) من النظام الأساسي للمحكمة) ووُجهت إليه تهمة واحدة تتعلق بانتهاك قوانين وأعراف الحرب (المادة 3 - القتل). المجزرة التي اتُهم بارتكابها وقعت في قريتي غرابوفيتشا وأوزدول في سبتمبر 1993. وزعم مُمثلو الادعاء في المحكمة الجنائية الدولية ليوغوسلافيا السابقة أنه كان قائد عملية نيريتفا 93 التي أجرتها قُوات جيش جمهورية البوسنة والهرسك في المنطقة.

### المُحاكمة
بدأت محاكمة سيفر خليلوفيتش في 31 يناير 2005. استكملت النيابة قضيتها في 2 يونيو من نفس السنة. كان هناك 39 شاهد ادعاء وشهادتين من شهادات الشهود. اعتمدت الدائرة الابتدائية 287 من الأدلة التي قدمها الادعاء. بدأت قضية الدفاع في 27 يونيو واستمرت حتى 14 يوليو 2005. كان هناك 3 شهود دفاع و12 إفادة شهود. قدمت الأطراف مرافعاتها الختامية في 30 و 31 أغسطس 2005. أظهر دفاع هاليلوفيتش أنه لم يكن لديه سيطرة فعالة ولا دور قيادي على الجناة، لكنه كان مفتشًا مُفترضًا بدون سلطة مناسبة.

### الحُكم والاستئناف
في 16 نوفمبر 2005، تمت تبرئة خليلوفيتش من جميع التهم وأُفرج عنه. وخلُصت المحكمة إلى أنه في حين أن جرائم القتل التي تُعتبر جرائم حرب قد حدثت في تلك الأماكن، فإن خليلوفيتش لم يكن لديه سلطة القيادة، كونه كان مجرد مُفتش، لذا لا يُمكن اعتباره مسؤولاً عنها. استأنف الادعاء الحكم. وفي 16 أكتوبر 2007، حكمت دائرة الاستئناف ضد استئناف الادعاء وأكدت حُكم البراءة الذي أصدرته الدائرة الابتدائية قبل عامين تقريبًا.